# Estadio Tepa Gómez
El Estadio Gregorio Gómez También conocido como  Tepa Gómez  es un inmueble de fútbol, ubicado en la ciudad de Tepatitlán de Morelos, Jalisco. Es la casa del Tepatitlán Fútbol Club equipo de la Liga de Expansión MX de México.
Actualmente cuenta con una capacidad para más de 12,500 Personas sentadas, el estadio continua en remodelación para albergar más espectadores.

## Historia
Con más de 50 años de historia, el Estadio Tepa Gómez, fue construido en 1970 para albergar primeramente a 3000 espectadores; el nombre del recinto deportivo es en honor al exfutbolista Gregorio Gómez† de Tepatitlán de Morelos; quien jugó en Club Deportivo Guadalajara, Pumas de la UNAM y para la Selección de fútbol de México en los 50´s y 60´s; quien fue para la región un referente e impulsor del deporte alteño en el país. 

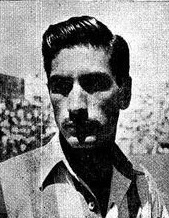
Gregorio "Tepa" Gómez

Estadio de tradición familiar y de entretenimiento al realizarse eventos deportivos, cívicos y artísticos, además de ser sede de partidos de ascenso, en la década de los 80,s y 90´s; para ascender a la Primera División A y para la Segunda División; con los equipos del Club Tepatitlán y el Club de Fútbol Industrial de Tepatitlán.

## Inauguración
Fue inaugurado en septiembre de 1970, con el partido entre Club Tepatitlán vs Guadalajara con marcador de 0-3 a favor del Guadalajara, contó con 3200 espectadores. Con la presencia de autoridades de la Federación Mexicana de Fútbol, del Gobierno Municipal y estatal, además de la presencia de Gregorio Gómez el "Tepa"† a quien se nombró en su honor el estadio, el cual junto con las autoridades corto el hilo inaugural.

### Resultado del partido inaugural
| Septiembre de 1970 | Club Tepatitlán | '0:3' | Guadalajara |                                                                 |                                                                 |
|                    | 0               |       | 3           | Asistencia: 3200 espectadores Árbitro(s): s/Referencia (México) | Asistencia: 3200 espectadores Árbitro(s): s/Referencia (México) |

## Sede de Entrenamiento Mundial México 1986

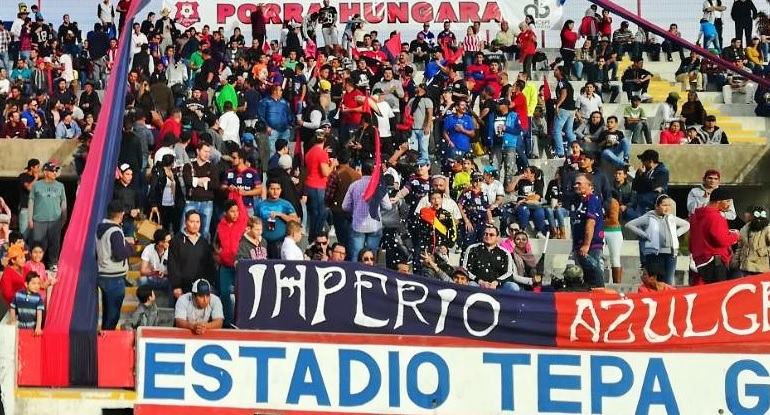
Barra Húngara

Para la Copa Mundial de Fútbol México 1986 este estadio fue sede de entrenamiento de la Selección de fútbol de Hungría, la cual participó en el grupo C del Mundial; después de esto la barra oficial del club alteño adoptó el sobrenombre de "la húngara".

#### Grupo C
| Selección       | Pts. | PJ | PG | PE | PP | GF | GC | Dif. |
| --------------- | ---- | -- | -- | -- | -- | -- | -- | ---- |
| Unión Soviética | 5    | 3  | 2  | 1  | 0  | 9  | 1  | 8    |
| Francia         | 5    | 3  | 2  | 1  | 0  | 5  | 1  | 4    |
| Hungría         | 2    | 3  | 1  | 0  | 2  | 2  | 9  | -7   |
| Canadá          | 0    | 3  | 0  | 0  | 3  | 0  | 5  | -5   |

## Actualidad

### Tepatitlán F.C.
Este inmueble deportivo, es casa de los Alteños, el Tepatitlán FC de la Liga de Expansión MX y sede del clásico Alteño en la Tercera División entre el Tepatitlán FC "B" vs Club Deportivo Aves Blancas.
Dicho recinto deportivo ha albergado además varias finales de la escuadra Alteña, tanto de Segunda División, Liga de Expansión MX y Campeón de Campeones.

#### Finales en competición nacional

###### Final Temporada 1991-1992 (juego de ida)
| 3 de mayo de 1992 | Deportivo Tepatitlán | 2-1 | C.D. Zitaltepec | Estadio Tepa Gómez, Tepatitlán de Morelos |  |

###### Final Apertura 2017 (juego de vuelta)
| 16 de diciembre de 2017 | Deportivo Tepatitlán | 2-1 | Club Irapuato | Estadio Tepa Gómez, Tepatitlán de Morelos |  |

###### Final Temporada 2017-2018 (juego de ida)
| 16 de mayo de 2018 | Deportivo Tepatitlán | 2-0 | Universidad de Colima | Estadio Tepa Gómez, Tepatitlán de Morelos |  |

###### Final Clausura 2021 (juego de ida)
| 12 de mayo de 2021 | Tepatitlán F.C. | 1-0 | Atlético Morelia | Estadio Tepa Gómez, Tepatitlán de Morelos |  |

###### Campeón de Campeones 2020-21 (juego de vuelta)
| 22 de mayo de 2021 | Tepatitlán F.C. | 2 (5) - (3) 0 | Tampico Madero | Estadio Tepa Gómez, Tepatitlán de Morelos |  |

## Sede México vs Argentina Femenil
En partido amistoso ha sido la casa de la Selección Femenil de México, la cual goleo a su similar de Argentina.
| Fecha      | Ciudad                | Local  | Resultado | Visitante | Competencia      |
| ---------- | --------------------- | ------ | --------- | --------- | ---------------- |
| 23-10-2021 | Tepatitlán de Morelos | México | 6:1       | Argentina | Partido amistoso |

## Clásicos

### Clásicos de la Ciudad
Sede de clásicos de la ciudad entre Club Tepatitlán vs Club de Fútbol Industrial de Tepatitlán en la Segunda División en los 70´s y 80´s.

### Clásico Alteño
Es sede del clásico Alteño en la Tercera División entre el Tepatitlán FC "B" vs Club Deportivo Aves Blancas.
La rivalidad deportiva de ambos clubes se manifiesta mediante los numerosos enfrentamientos que a lo largo de la historia, tanto en partidos oficiales correspondientes de la Tercera División; por varios años fue la máxima categoría para la ciudad, de ahí se generó una rivalidad contra el equipo del pueblo; además de los torneos estatales y Liga local.

## Remodelación
A finales de agosto del 2015; tras el cambio de administración y directiva; el gobierno municipal cede las instalaciones para comenzar la ampliación y remodelación del estadio "Tepa" Gómez, con el fin de ampliar a 10,000 espectadores como primera etapa.

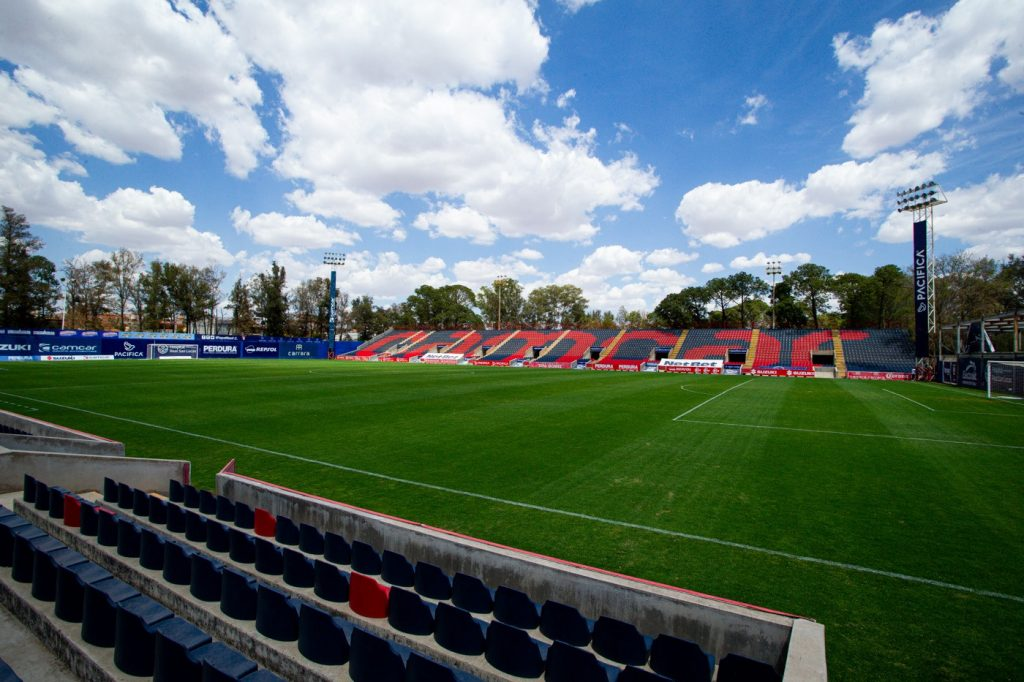
Zona de tiro de esquina del estadio

El proyecto consistió en la demolición del estadio (viejo), para la posterior reconstrucción y remodelación del Tepa Gómez, para aumentar su capacidad a 15,400 aficionados; se buscaba que el estadio contara con tiendas, baños, palcos, vestidores y butacas; además el pasto fue cambiado, pasando a utilizarse Césped Artificial. En febrero de 2016 se inauguró la nueva etapa del escenario, con un partido de la jornada 7 del Torneo Clausura ante Cruz Azul Hidalgo.
En septiembre de 2019 se instaló el sistema de iluminación del estadio para la celebración de partidos nocturnos. En octubre del mismo año se completó el embutacado del estadio. A mediados del 2020 se construyeron el 50% de palcos VIP y se remodelaron vestidores y la zona mixta del estadio. Con estas obras la capacidad del estadio aumentó a 12,500 espectadores para el debut del club en la nueva Liga de Expansión MX.
En diciembre de 2020, luego de terminar el Torneo Guard1anes 2020 de la Liga de Expansión, el club se vio obligado a cambiar el pasto del estadio, debido a que el campo artificial no cumplía con los requisitos para formar parte de la competencia, finalmente, dos meses más tarde se terminó con la colocación del nuevo campo con pasto natural de "alta tecnología", posteriormente, el día 25 de febrero de 2021 se celebró el primer partido con las nuevas características de la cancha del Tepa Gómez.

## Detalles técnicos
- Tribunas: 12,500 personas (primera etapa)
- Césped Natural.
- 27 palcos (con capacidad para 12 personas todas cómodamente sentadas en butaca) incluye palco para Radio, TV, Prensa y cabina de sonido local.
- 12 puertas entrada/salida bien distribuidas.
- zona Vip.
- Área para Personas con capacidades Diferentes.
- sanitarios (Zona A gradas sol, zona B cabezeras norte y sur, zona general)
- Vestidores: uno para cada equipo, y otro para los árbitros
- Restaurante.
- Iluminación.
- Área de Snacks.
- Área techada.
- Área para estacionamiento.
- Zona de emergencias.

## Conciertos y otros eventos
- Liga de Expansión MX
- Copa MX
- Campeón de Campeones
- Copa Jalisco
- Segunda División
- Tercera División
- Liga Premier Femenil
- Fútbol Americano Universitario.
- Torneos Regional CODE
- Certamen Señorita Tepabril
- Conciertos masivos .